# جيوفاني لو بورتو
جيوفاني لو بورتو (بالإيطالية: Giovanni Lo Porto)‏ هو مدون إيطالي، ولد في 23 يونيو 1977 في باليرمو في إيطاليا، وتوفي في 15 يناير 2015 في ملتان في باكستان.